# Рундальский дворец
Ру́ндальский дворе́ц (латыш. Rundāles pils, исторические варианты названия — Руентальский дворец, Руэнталь, нем. Schloss Ruhenthal, буквально — «Долина спокойствия») — один из наиболее значительных памятников архитектуры Латвии, бывшая загородная резиденция герцогов Курляндии. Расположен в селе Пилсрундале, в 10 км к западу от Бауски. Выстроен в стиле барокко по проекту Ф. Б. Растрелли для Э. И. Бирона.

## Первый каменный дворец Растрелли
Фаворит российской императрицы Анны Иоанновны Эрнст Иоганн Бирон приобрёл поместье Руэнталь 26 июня 1735 года. Поместье здесь существовало с конца XV века и принадлежало семейству Гротгусов. В 1555 году оно было занесено в список замков Ливонии. Бирон купил его за 42 000 талеров.
В августе того же года в Курляндию прибыл архитектор русского двора Франческо Бартоломео Растрелли, который не только создал проект своего первого каменного дворца и сада, но и сам заключал договоры с плотниками, каменщиками, гончарами, поставщиками материалов. Здание решили строить из кирпича, для обжига которого создали 12 печей.
Весной 1736 года строительный проект был согласован с заказчиком, в него были включены ситуационный план, планы двух этажей, чертежи четырёх фасадов и алтаря церкви. Как известно, Растрелли на закате дней предлагал оригиналы своих проектов прусскому королю Фридриху II, но тот их не купил. Наследие Растрелли было распылено, однако восемь листов из этого проекта находятся в архиве графики «Альбертина» в Вене.
Первый камень в строительство дворца заложили 24 мая 1736 года, а уже к 6 июля работы по укладке фундамента закончились. Приступили к работе каменщики — Растрелли просил для работ 500 человек, но получил 268. После зимнего перерыва работы возобновились 12 апреля 1737 года, и к 28 мая центральный корпус был закончен. 18 июня начали строить перекрытия боковых корпусов. К октябрю под крышу был подведён один боковой корпус, а второй был покрыт временной конструкцией. Для покрытия крыши впервые в Курляндии была использована лужёная жесть, которая сверкала на солнце, как серебро. Тем не менее говорили, что эта дорогая крыша стоила столько же, сколько одна из осыпанных бриллиантами пуговиц на камзоле Бирона.

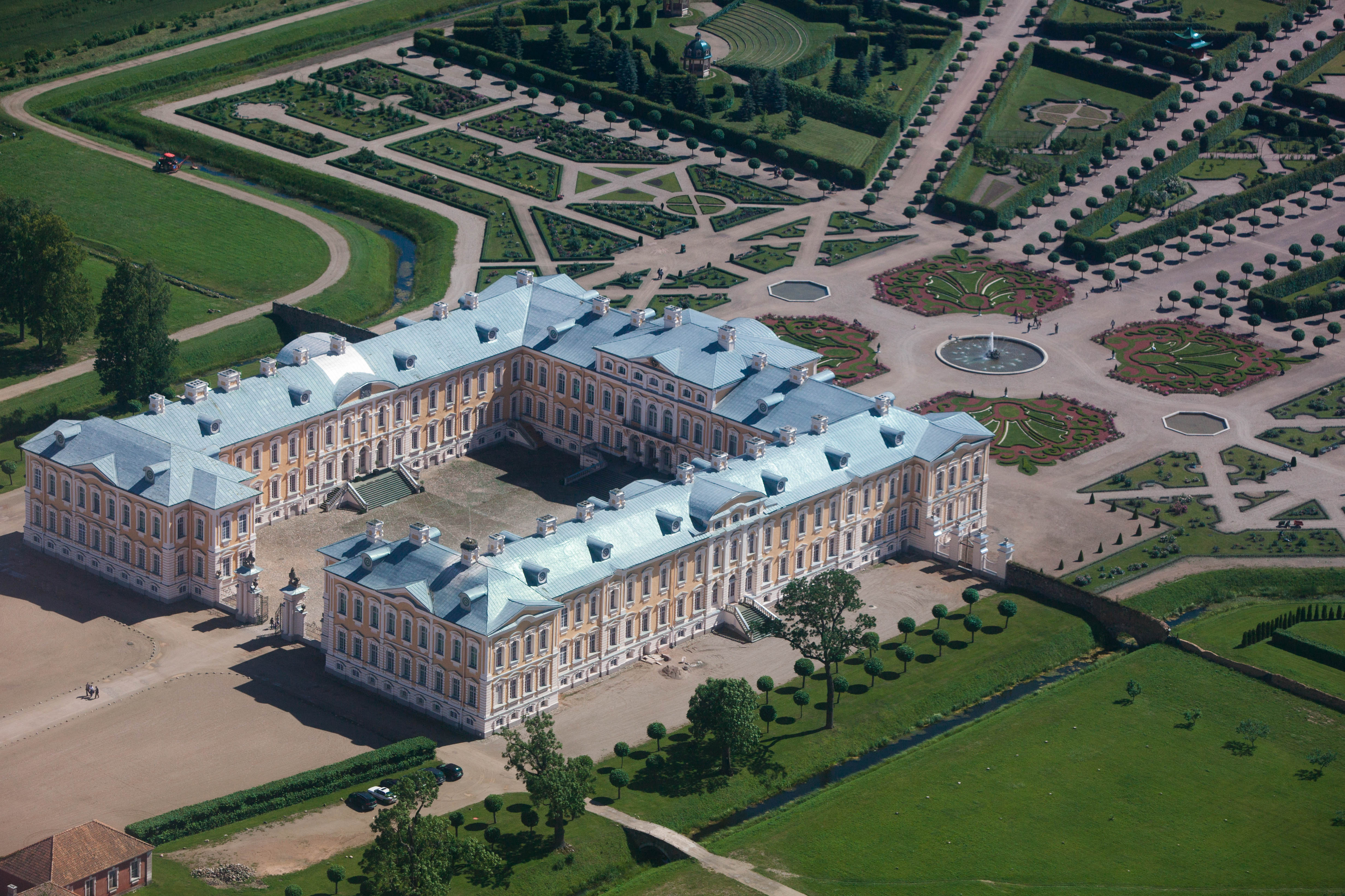
Общий вид

1 октября 1737 года здание было полностью оштукатурено, однако обстоятельства заказчика изменились: Бирона избрали герцогом Курляндии, и ему надлежало отстроить для себя главную резиденцию в столице Митаве. Поэтому здание в Руэнтале он приказал упростить и перевезти в Митаву часть отделочных материалов, которые изготавливали мастера Петербуржской императорской строительной канцелярии и мастер резьбы по дереву А. Камаев, мастер гончарного дела Невского кирпичного завода И. Ушаков с бригадой и живописцами И. Мизиновым, И. Пилугиным и И. Евдокимовым. С 14 июня 1738 года началось строительство зимнего дворца в Митаве, который также проектировал Растрелли.
В связи с этим работы в Руэнтале замедлились, отделка всех помещений завершилась только к 1740 году, но не были установлены панели всех стен, все печи, много материалов находились на складах. После ареста Бирона 9 ноября 1740 года работы прекратились, а завезенные отделочные материалы и строительные детали были отправлены в Петербург. Уже встроенные детали — двери, панели стен и паркет — были демонтированы и вывезены туда же.
После многолетней ссылки Бирон был восстановлен в правах и имуществе лишь спустя двадцать лет Петром III и Екатериной II. В Курляндию он с семьей вернулся только в 1763 году, а в 1764 году возобновилось строительство дворцов в Руэнтале и Митаве. Стиль барокко вышел из моды, поэтому руководство работами было поручено немецкому архитектору Иоганну Готфриду Зейделю. Старый герцог нашел работу и для Растрелли, который более не имел работы в Санкт-Петербурге. В августе 1764 года он получил должность главного интенданта герцогских построек: он оформлял строительную документацию и вёл общий надзор за строительством. В 1766 году придворным архитектором стал датчанин Северин Йенсен. Интерьеры дворца он изменил незначительно: объединил пять маленьких помещений в парадную столовую — Большую галерею, а вместо дворцовой церкви создал танцевальный Белый зал, отделанный белой штюковой лепкой. Моду на эту изящную лепку и искусственный мрамор привёз берлинский скульптор Йоганн Михаэль Графф с братом Йозефом и помощниками Бауманом и Ланцем. Они работали во дворце в 1767—1768 годах (в Золотом зале над дверью видна гравировка с датой «1767») и выполнили декоративную отделку в 27 помещениях, а в двух — панели из искусственного мрамора.
Из интерьеров Растрелли сохранились обе парадные лестницы, малая галерея, галереи и вестибюль первого этажа.
Роспись плафонов выполняли итальянские живописцы из Петербурга Франческо Мартини и Карло Цукки, которые в 8 помещениях расписали потолки и в двух — стены. Об их отъезде из Санкт-Петербурга сообщается в 1763 году, а свою последнюю зарплату Франческо Мартини получил в марте 1769 года.
Заказчик впервые приехал в Руэнталь на жительство в апреле 1767 года, находился во дворце до декабря, а затем прибыл со своим двором и в 1768 году, когда дворец был официально открыт, хотя некоторые отделочные работы проводились до 1770 года, когда помощник И. М. Граффа вставил зеркала в Белом зале.
Ныне ансамбль дворца состоит из самого здания дворца с конюшнями и другими хозяйственными постройками, к которым с юга примыкает «французский сад» площадью 10 гектаров, замкнутый со всех сторон каналом, за ним простирается охотничий парк (34 га).
На двух этажах дворца анфиладой расположены 138 помещений. Южную сторону центрального корпуса занимают парадные апартаменты герцога, на северной стороне находятся его личные жилые комнаты. В восточном корпусе расположены парадные залы — Золотой (бывший Тронный) и Белый (ранее Танцевальный), соединённые Большой галереей. Примечательно, что в кирпичной кладке дворца Растрелли использовал кирпич необычно больших размеров, который производился на близлежащем заводе. Некоторое количество таких кирпичей было переправлено в Петербург и использовано при строительстве Стрельнинского дворца.
Мастер декоративной скульптуры Графф привёз в Латвию прусский вариант стиля рококо. Итальянские художники Ф. Мартини и К. Цукки, работавшие с Растрелли на строительстве Зимнего дворца в Санкт-Петербурге, были последователями венецианской школы.
Другие курляндские проекты Растрелли — Митавский дворец и усадьба Грюнхоф.

## Братья Зубовы и их наследство

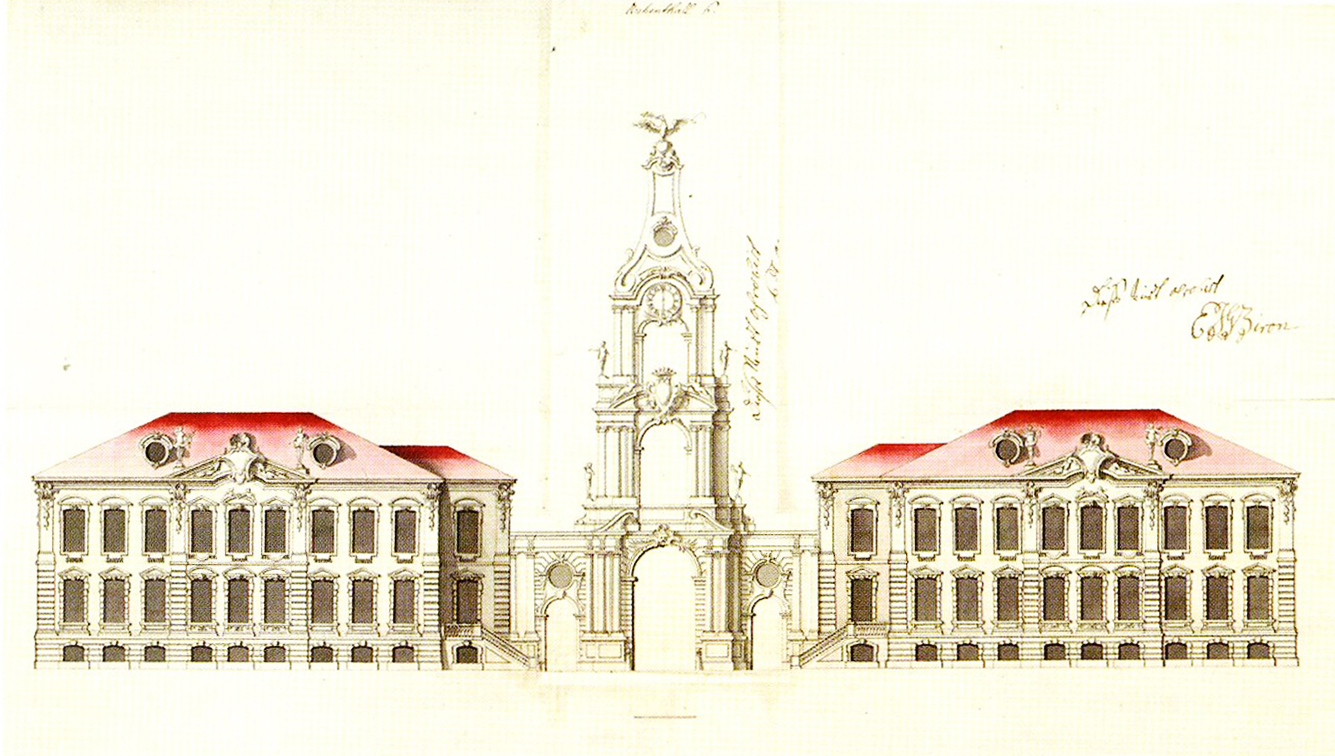
Ф. Б. Растрелли. Проект северного фасада Рундальского дворца. 1736 год

После присоединения Курляндии к Российской империи в 1795 году дворец, как и всё имущество Биронов, выкупленное у них императрицей Екатериной II, перешло в казну. Вскоре имение Руэнталь было пожаловано герою русско-турецкой и русско-польской войн, участнику усмирения восстания Т. Костюшко в Польше Валериану Зубову, брату фаворита императрицы Платона Зубова. Осенью 1794 года при переправе через Западный Буг Валериан Зубов был ранен ядром в левую ногу, которую потом отняли.
После восшествия на престол Павла I Валериан Зубов удалился из Петербурга в курляндские имения, поскольку все прочие были у него описаны в уплату долгов, образовавшихся во время неудачного военного похода в Персию, которым он руководил. И хотя сам генерал-аншеф Валериан Александрович был противником заговора против императора, он был принуждён участвовать в нём. Павел I был убит, однако возведённый на престол Александр I недолго осыпал милостями заговорщиков. Вскоре их отдалили от двора, и Валериан Зубов начал посещать свои курляндские владения и устраивать здесь грандиозные балы. Считая себя ответственным за Персидский поход, он оказывал помощь ветеранам войны и принимал их в Рундальском поместье. 10 октября 1802 года он устроил здесь праздник урожая, в котором участвовало 1200 гостей.
По смерти брата в 1804 году имение унаследовал Платон Зубов. Он оказался хорошим хозяином: получал большие доходы от торговли зерном и разведения лошадей прусской породы.
Дворец пострадал во время войны России с Наполеоном в 1812 году. Были сорваны дорогие шёлковые обои со стен, разбиты зеркала, но более всего Платон Александрович горевал о подаренной Екатериной II библиотеке, которую наполеоновские солдаты разодрали в клочья. В 1813 году он начал восстанавливать дворец и затем часто жил в Руэнтале, а не в своём главном имении в Янишках Шавельского уезда.
В 1820 году П. А. Зубов женился на дочери небогатого виленского шляхтича, Текле (Фёкле Игнатьевне) Валентинович. Зубов увёз молодую жену в Руэнталь, где и скончался 7 апреля 1822 года на 55-м году жизни. Спустя три недели после его смерти вдова родила девочку, светлейшую княжну Александру Платоновну, однако девочка прожила недолго — до 24 февраля 1824 года. А 12 ноября 1824 года Текла Игнатьевна вышла замуж за графа Андрея Петровича Шувалова. Владельцы бывали в имении редко, за исключением периода с 1864 по 1866 год, когда граф Пётр Андреевич Шувалов был генерал-губернатором Лифляндии, Курляндии и Эстляндии и использовал Руэнталь как свою официальную летнюю резиденцию.
В 80-е годы XIX века интерьеры дворца обновили, но к концу столетия часть интерьерных предметов и коллекции искусства была вывезена в Санкт-Петербург.
Дворец оставался собственностью семьи Шуваловых до 1920 года, когда в результате земельной реформы в Латвийской Республике они утратили свои права на Рундальское поместье.
В 1915—1918 годах во дворце были устроены комендатура и госпиталь германской армии. В 1919 году его разгромили солдаты армии П. Р. Бермондта-Авалова.
После ремонта части помещений в 1923 году во дворце расположилась основная школа Рундальской волости. В 1924 году дворец передали Латвийскому Союзу инвалидов войны, затем его переняло Управление памятников, которое начало ремонт и частичную реставрацию помещений. Западный корпус был перестроен под нужды школы. В 1938 году дворец перенял Государственный исторический музей, который хотел там устроить музей церковного искусства. Помещения дворца были открыты для посещения и во время Второй мировой войны. В 1945 году в залах дворца хранили зерно.
В 1963 году часть помещений дворца передали Баускому краеведческому музею, в 1972 году Рундальский дворец получил статус самостоятельного музея. В 1972 году начались реставрационные работы. Первые отреставрированные помещения были открыты для осмотра в 1981 году, последние — в 2014 году.
Дворец и прилегающий к нему сад открыты для посещения в качестве музея. Дворец используется также для приёма высокопоставленных зарубежных гостей президентом Латвии.

## Галерея

### Парк

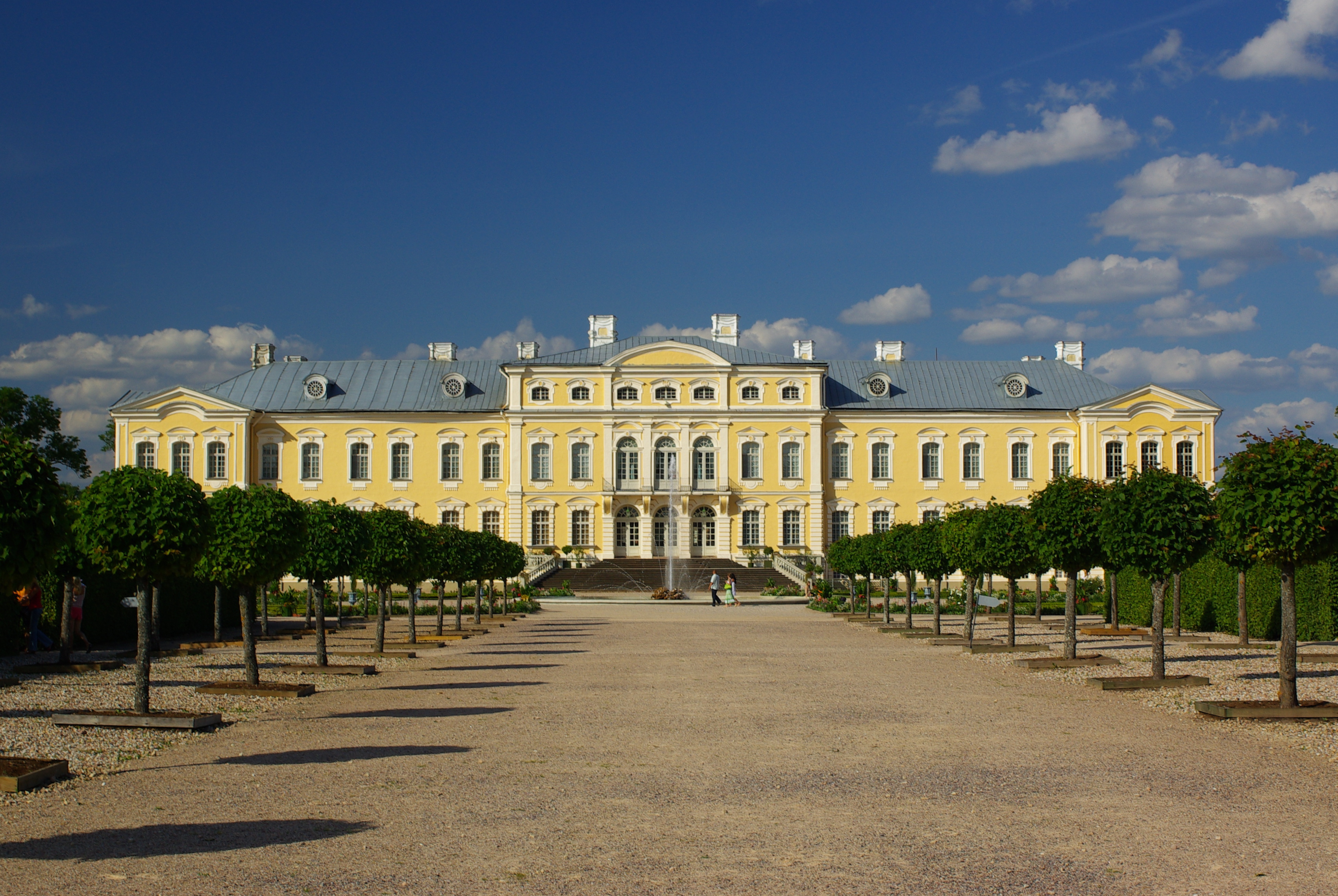
Главный фасад
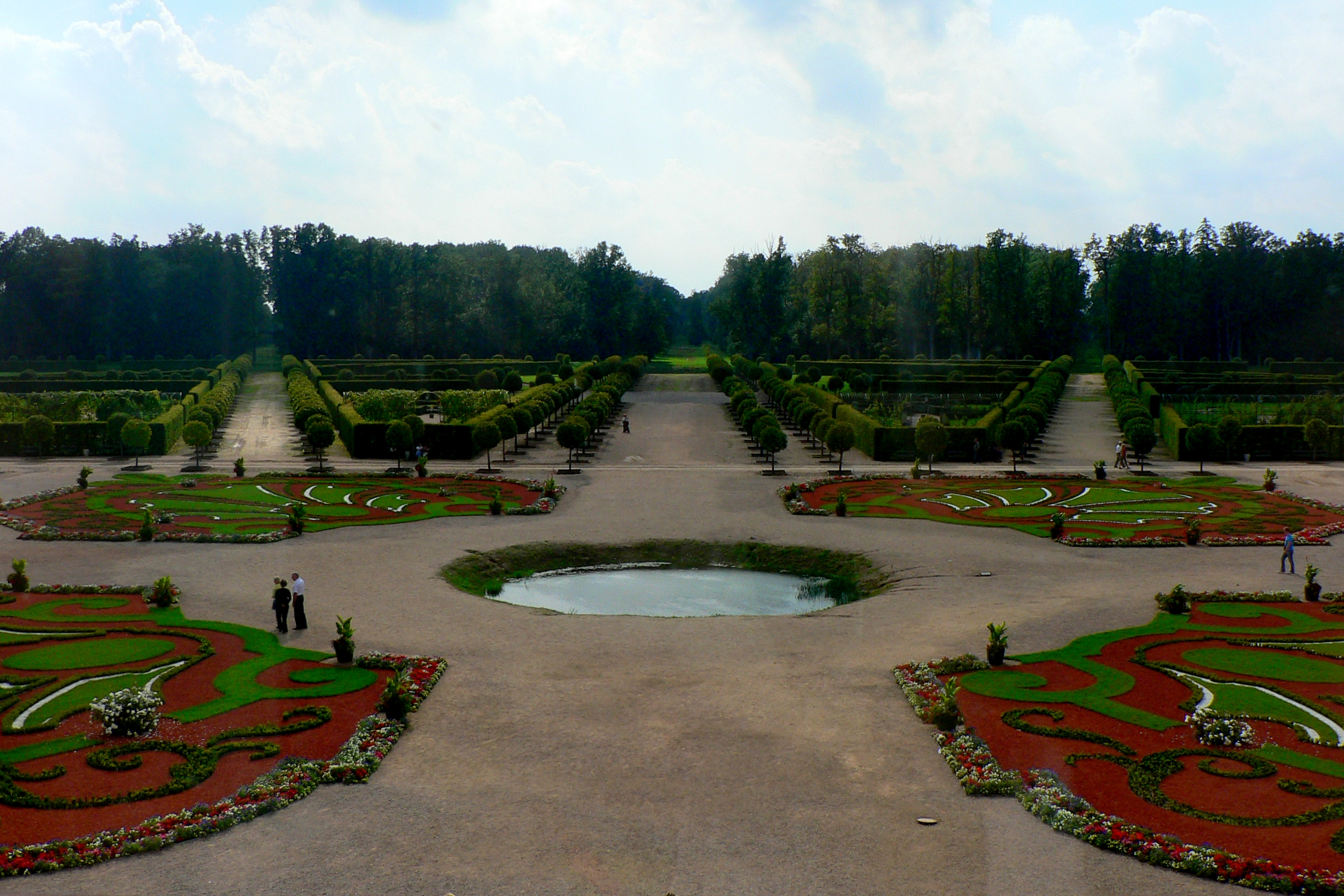
Регулярный парк
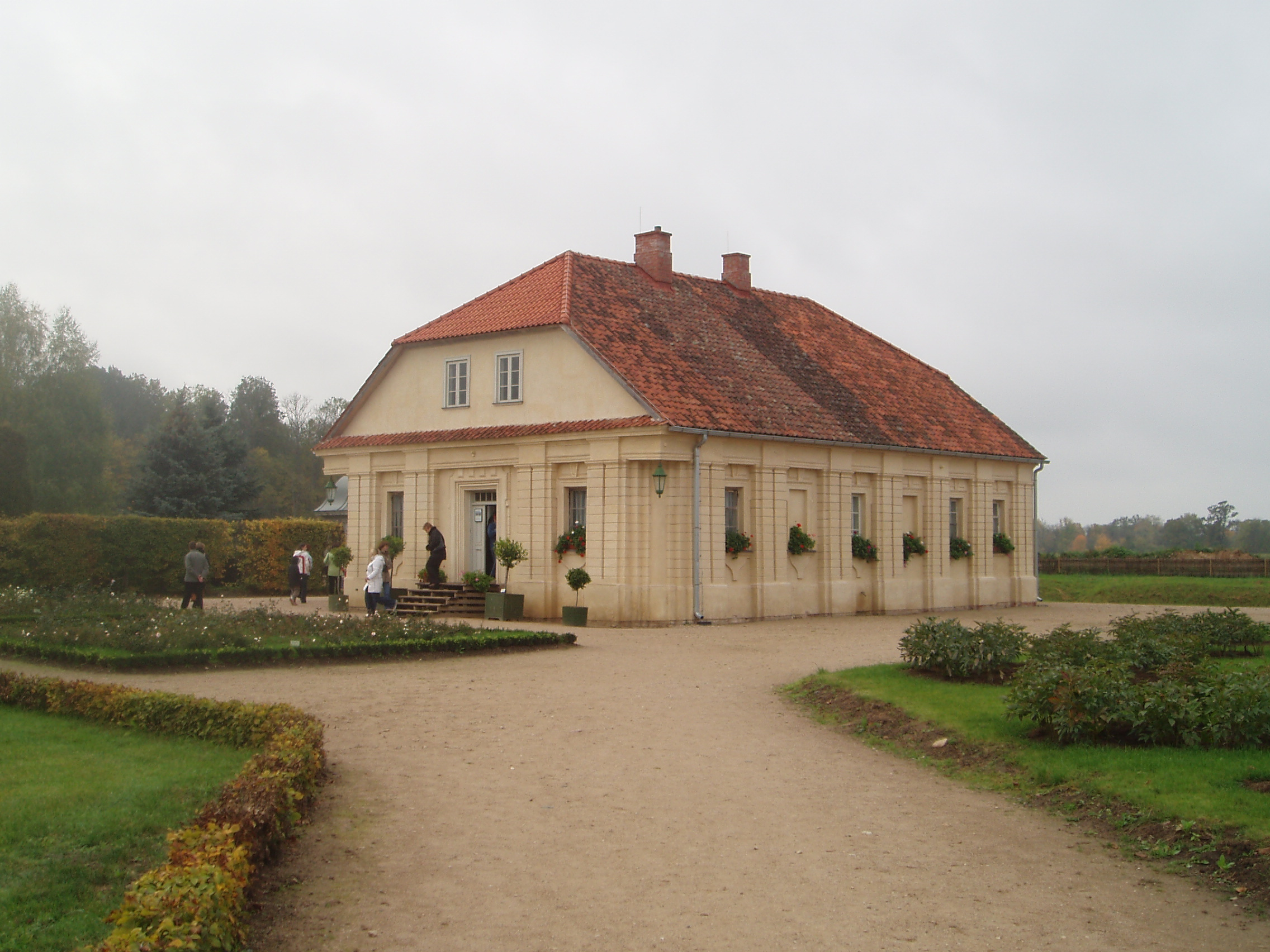
Дом садовника
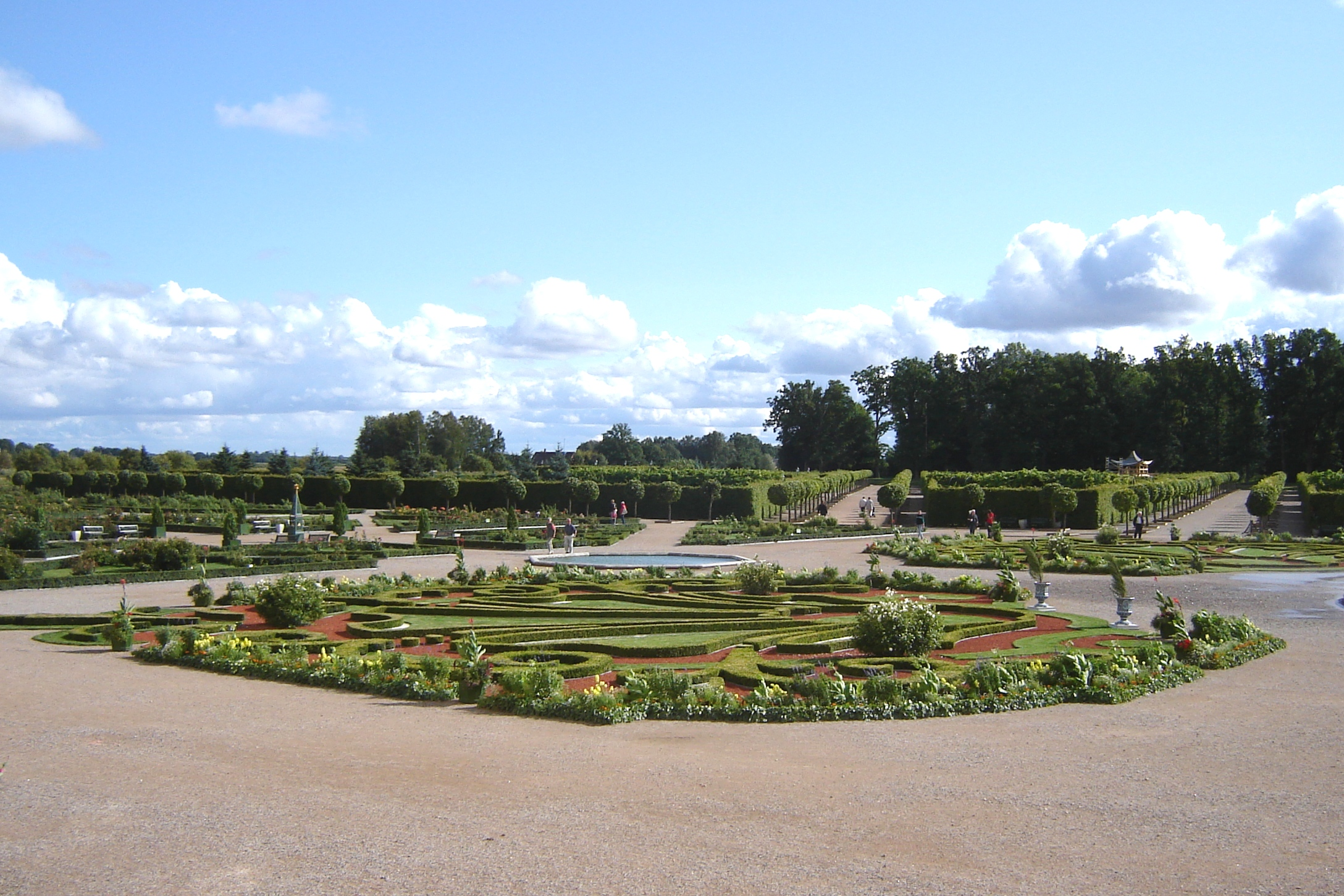
Парк
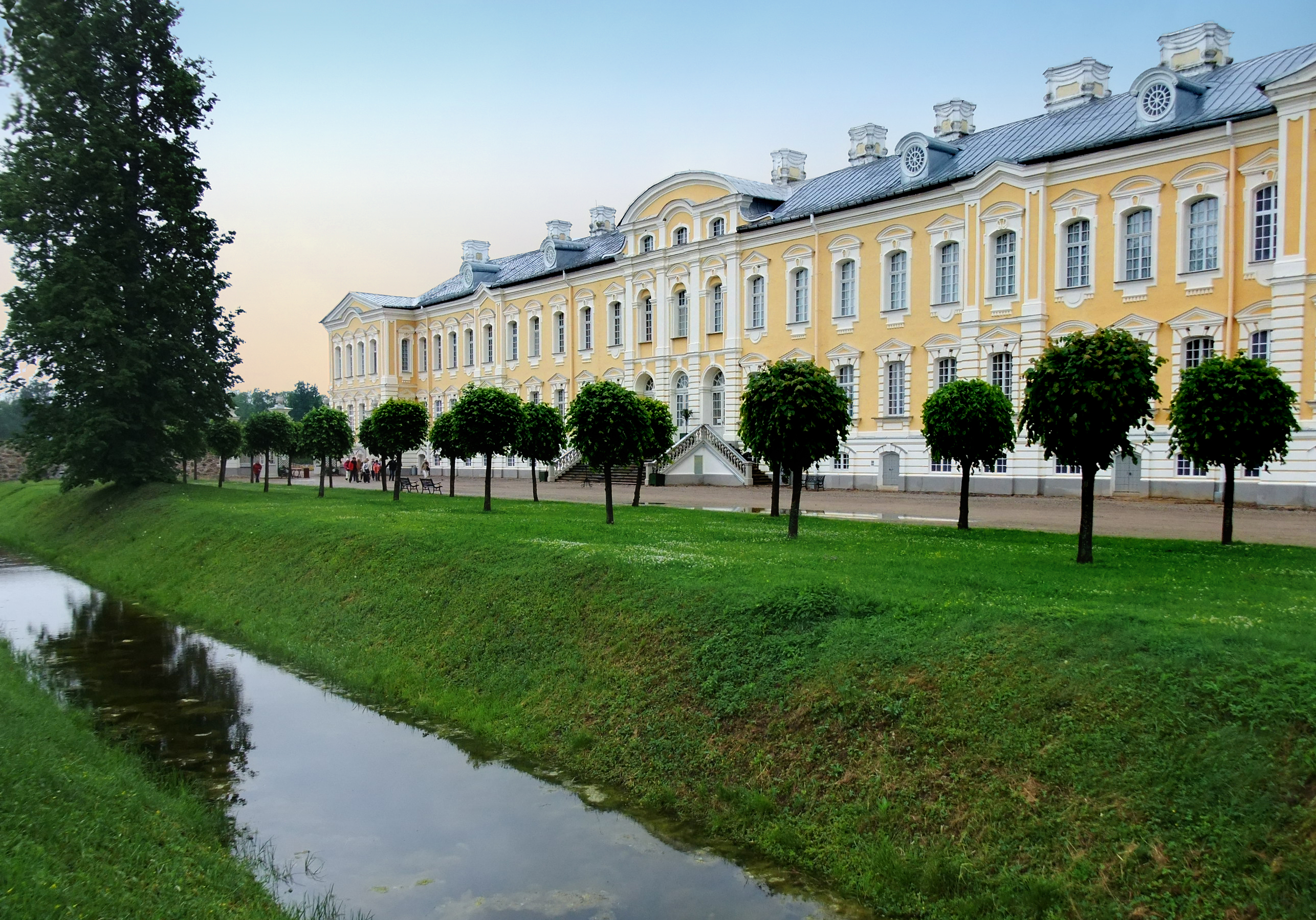
Восточное крыло Рундальского дворца

### Интерьеры дворца

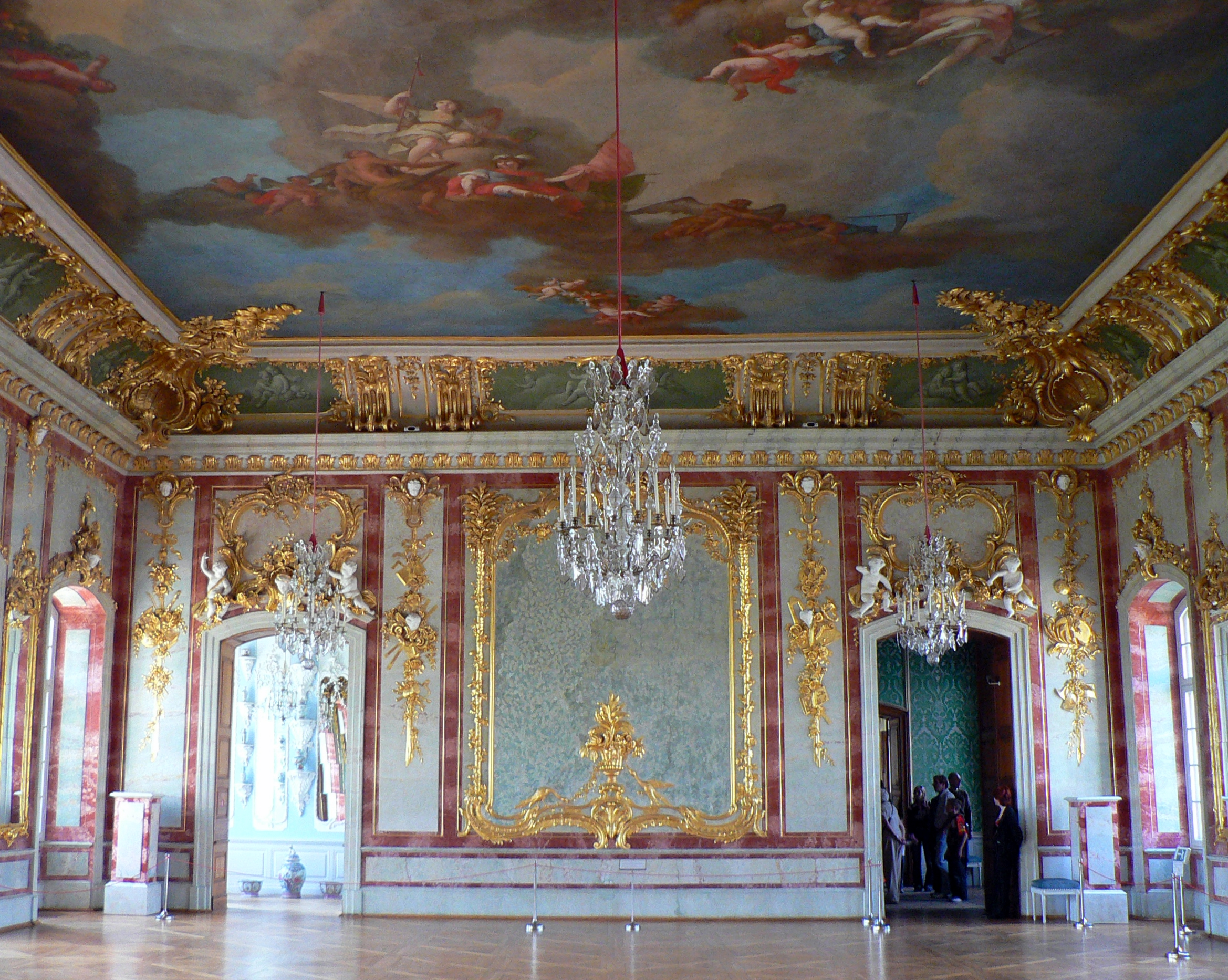
Золотой зал
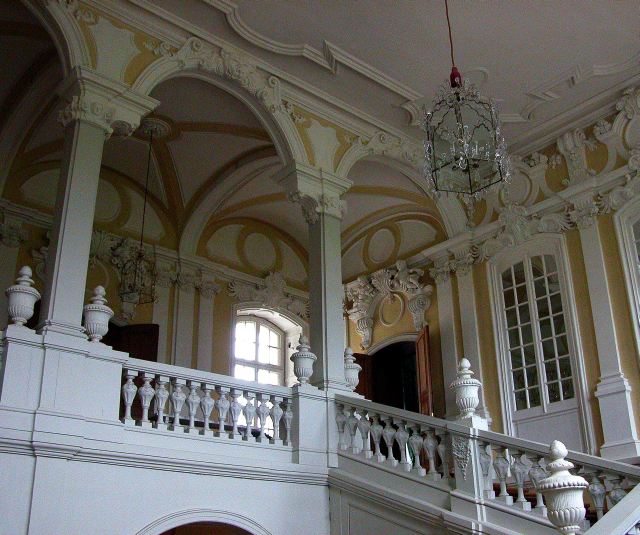
Парадная лестница
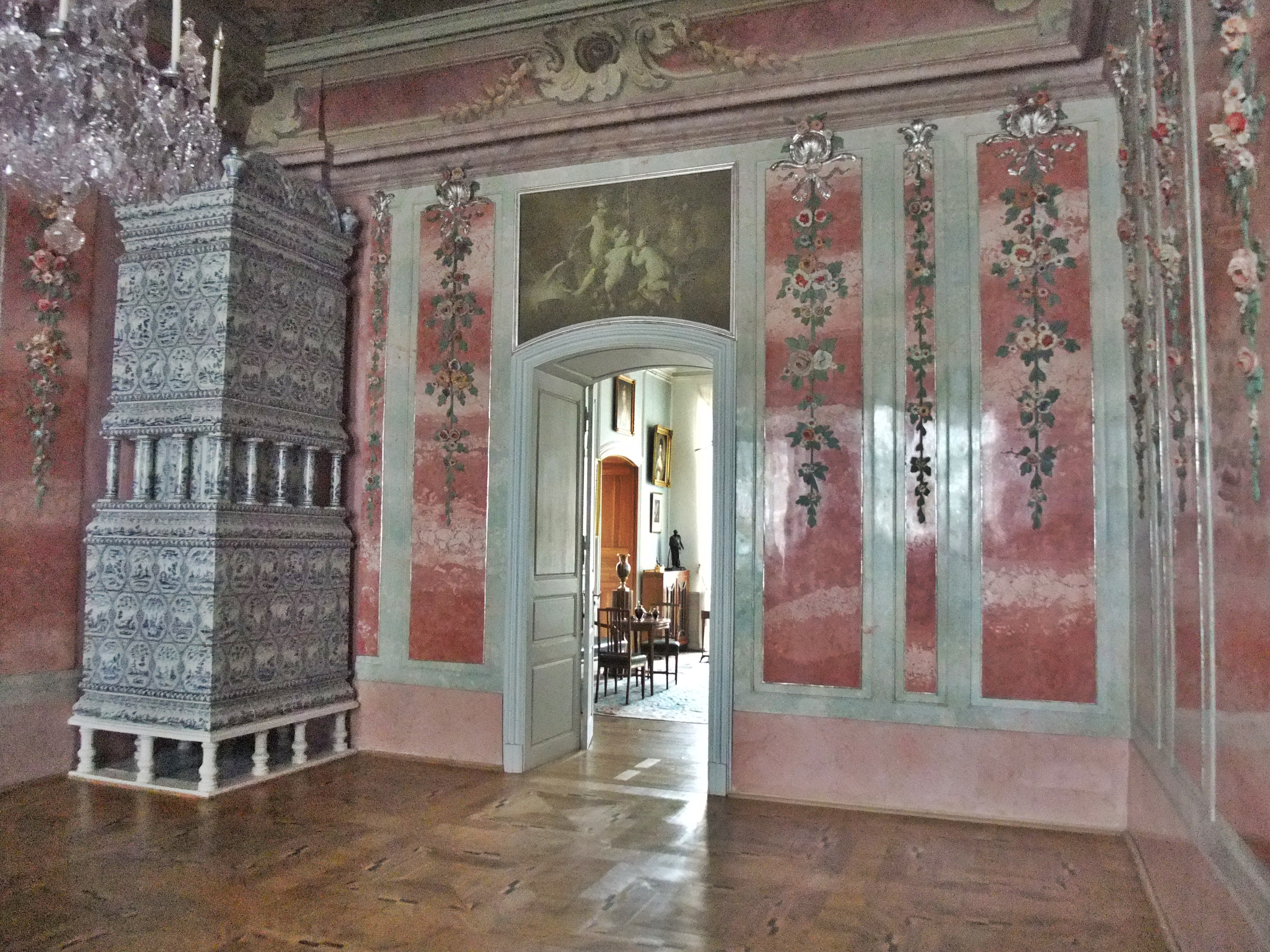
Комната роз
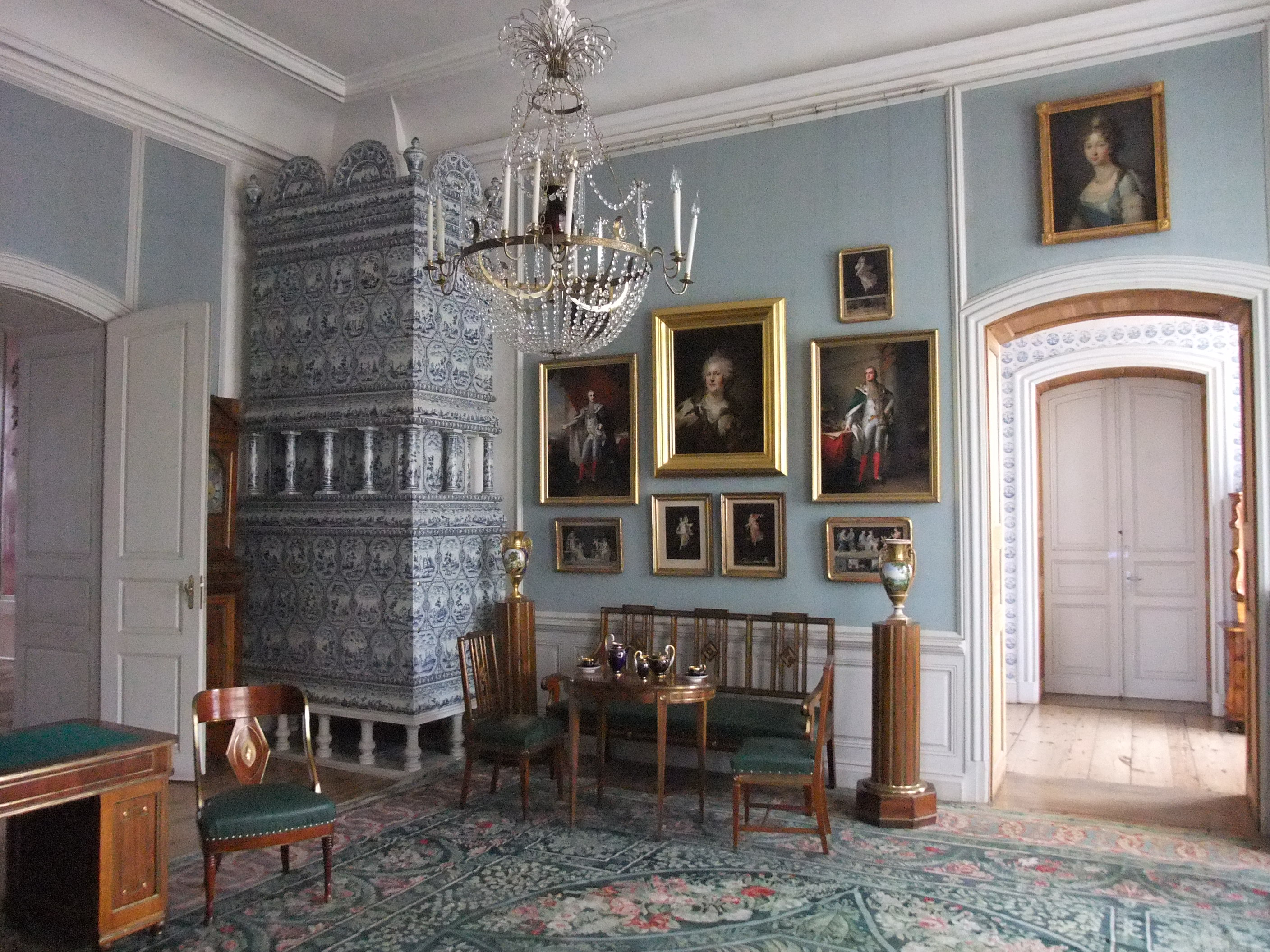
Комната Зубовых
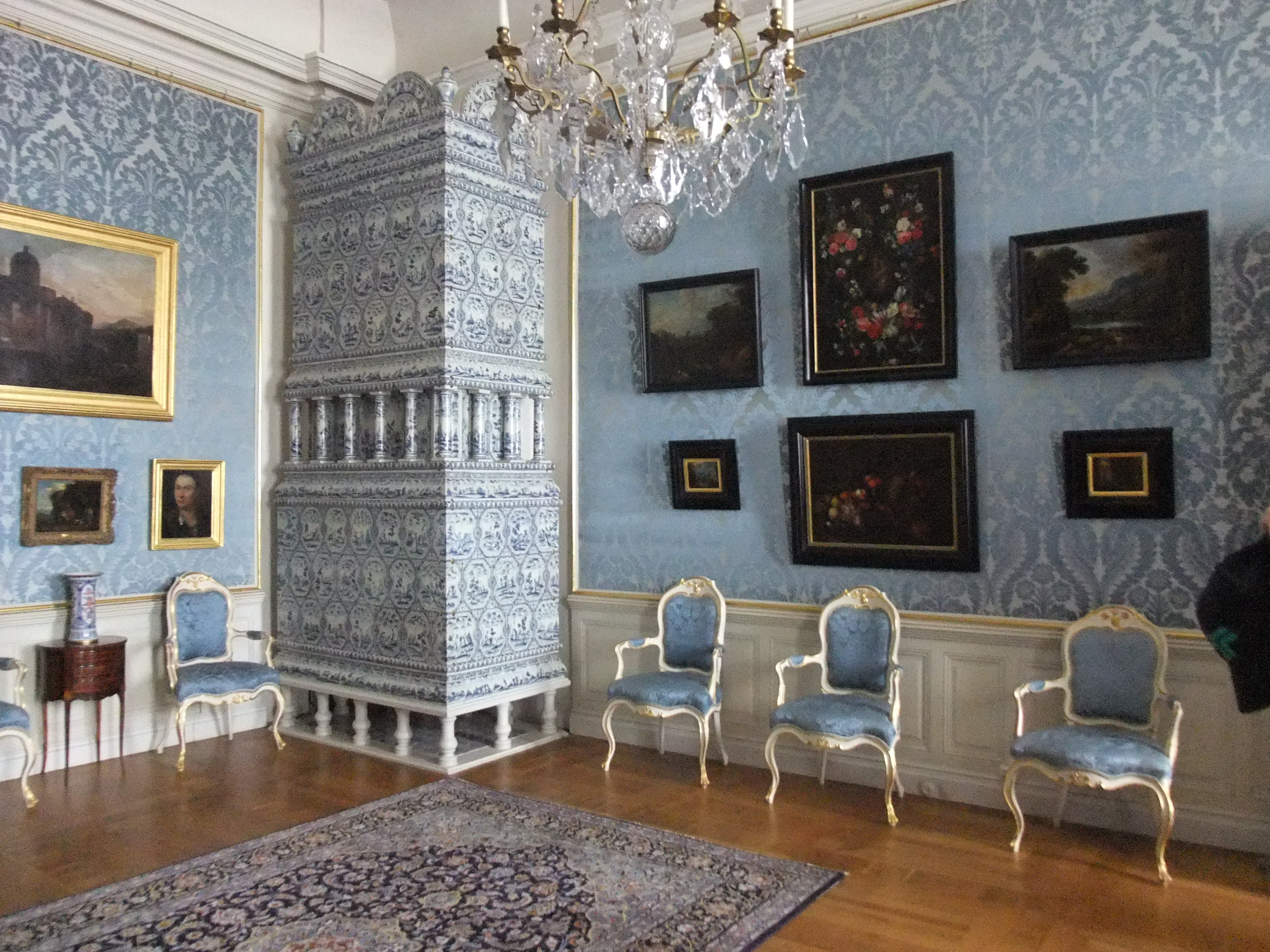
Итальянский салон
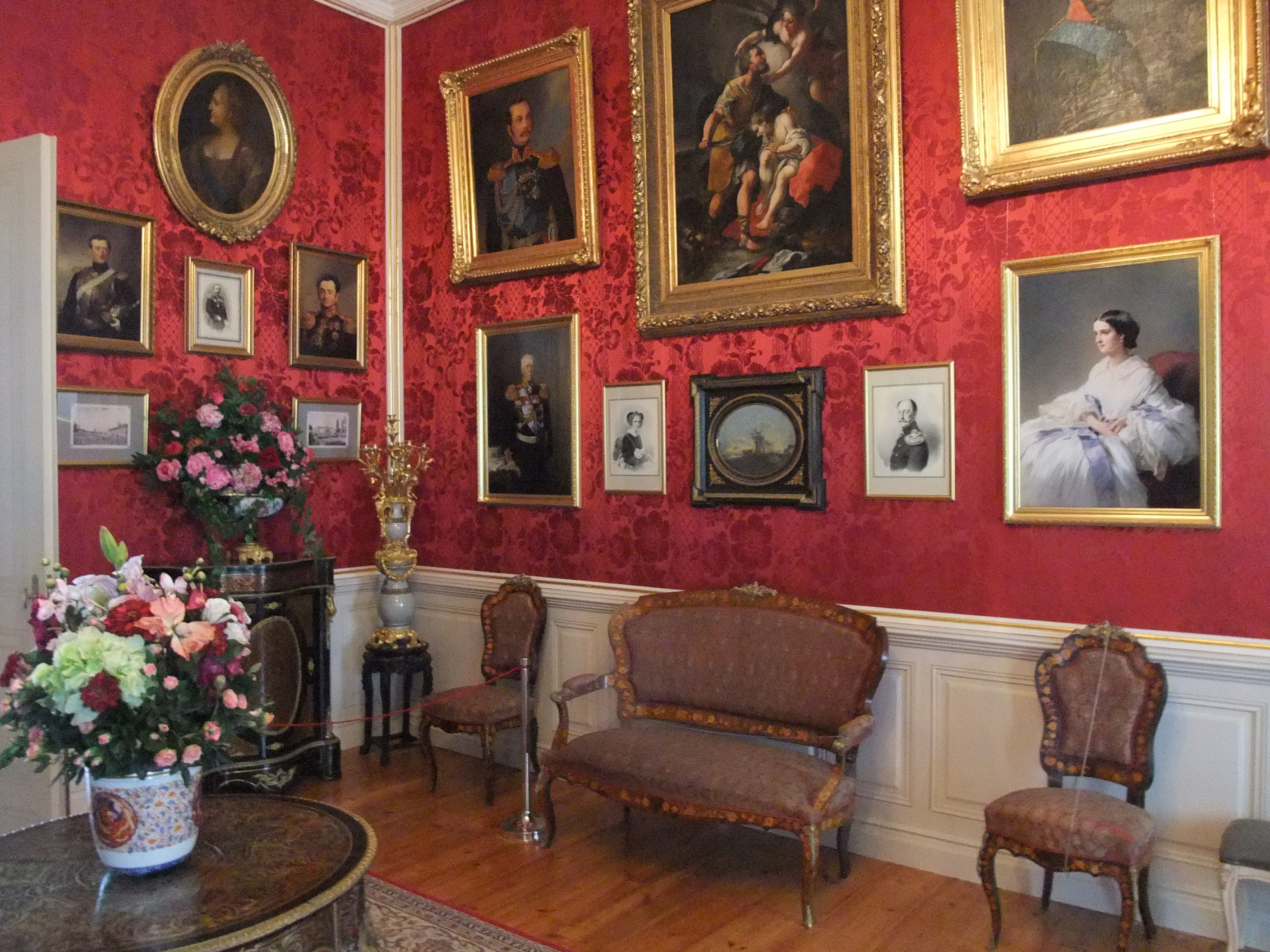
Комната Шуваловых
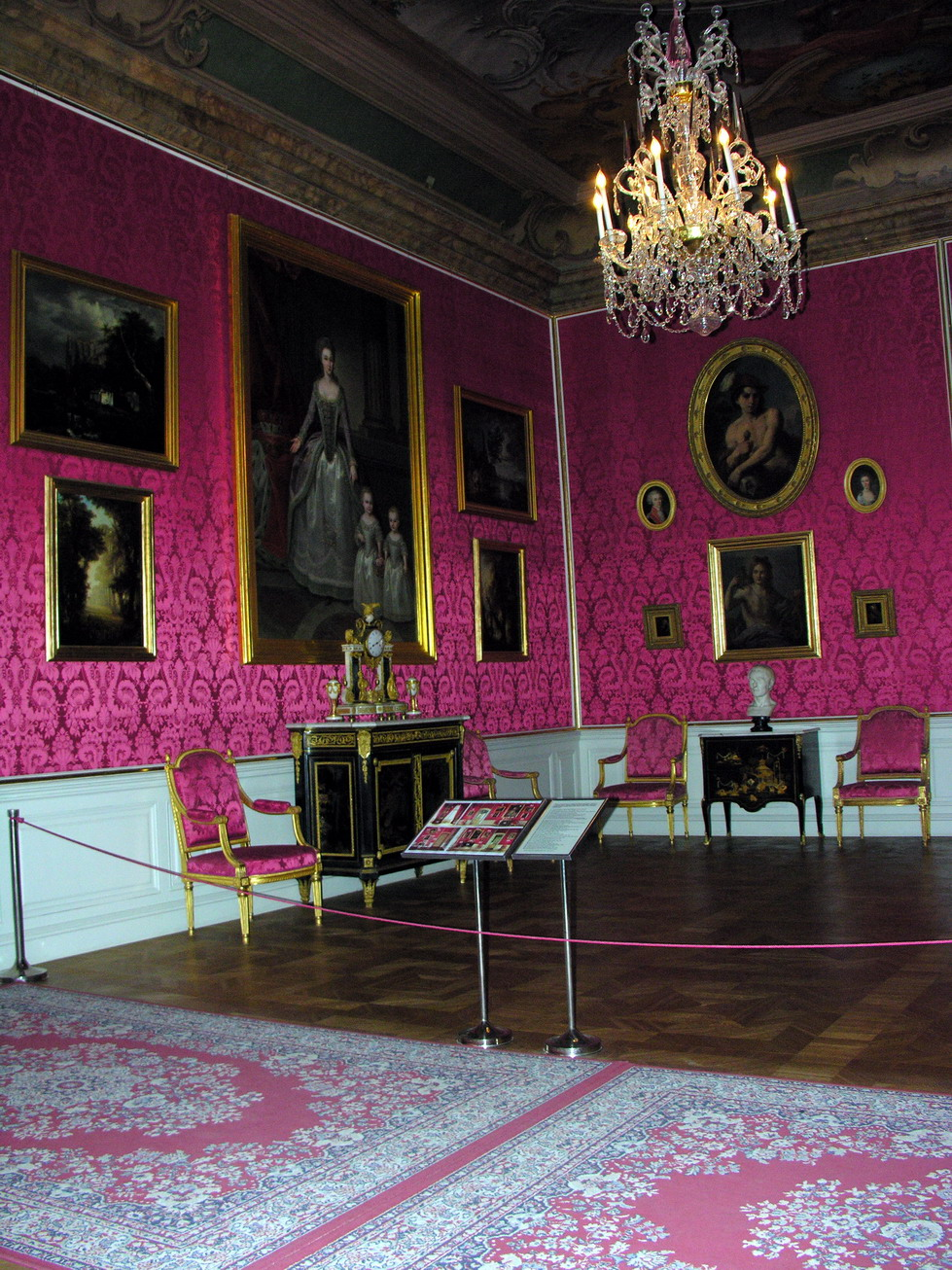
Аудиенцкабинет герцога